# Marino Satō
Marino Satō (jap. 佐藤万璃音 Satō Marino; ur. 12 maja 1999 w Jokohamie) – japoński kierowca wyścigowy. Mistrz Euroformula Open Championship z 2019 roku. W 2022 roku kierowca Formuły 2 w zespole Virtuosi Racing.

## Życiorys
Po startach w kartingu, Satō rozpoczął międzynarodową karierę w jednomiejscowych samochodach wyścigowych w 2015 roku od startów we  Włoskiej Formule 4. Spośród 21 wyścigów, w których wystartował, raz stawał na podium. Uzbierane 62 punkty dały mu dziesiąte miejsce w klasyfikacji generalnej. Rok później uplasował się na osiemnastej pozycji.

## Wyniki
| Legenda oznaczeń w tabelach wyników Wyświetl szablon na nowej stronie | Legenda oznaczeń w tabelach wyników Wyświetl szablon na nowej stronie                                                                     |
| Oznaczenie                                                            | Wyjaśnienie |
| --------------------------------------------------------------------- | --- |
| Złoty                                                                 | Zwycięzca lub mistrzostwo |
| Srebrny                                                               | 2. miejsce lub wicemistrzostwo |
| Brązowy                                                               | 3. miejsce lub II wicemistrzostwo |
| Zielony                                                               | Ukończył, punktował (w klasyfikacji generalnej, gdy zdobył co najmniej jeden punkt na przestrzeni sezonu, poza trzema powyższymi opcjami) |
| Niebieski                                                             | Ukończył, nie punktował (w klasyfikacji generalnej, gdy nie zdobył co najmniej jednego punktu na przestrzeni sezonu)                      |
| Czerwony                                                              | Nie zakwalifikował się (NZ) |
| Czerwony                                                              | Nie prekwalifikował się (NPK) |
| Różowy                                                                | Nie ukończył (NU) |
| Różowy                                                                | Niesklasyfikowany (NS) (w klasyfikacji generalnej, gdy nie został sklasyfikowany w żadnym wyścigu sezonu)                                 |
| Czarny                                                                | Zdyskwalifikowany (DK) |
| Czarny                                                                | Wykluczony (WYK/EX) |
| Biały                                                                 | Nie wystartował (NW) |
| Biały                                                                 | Kontuzjowany (K/INJ) |
| Biały                                                                 | Wyścig odwołany (OD/C) |
| Bez koloru                                                            | Został wycofany (WYC/WD) |
| Bez koloru                                                            | Nie przybył (NP/DNA) |
| Bez koloru                                                            | Nie brał udziału w treningach (NT/DNP) |
| Bez koloru                                                            | Nie został zgłoszony (–) |
| Pogrubienie                                                           | Start z pole position |
| Kursywa                                                               | Najszybsze okrążenie wyścigu |
| †                                                                     | Nie ukończył, ale jego rezultat został zaliczony ze względu na przejechanie więcej niż 90% dystansu wyścigu.                              |
| *                                                                     | Sezon w trakcie |
| 1/2/3                                                                 | Punktowana pozycja w sprincie kwalifikacyjnym                                                                                             |
| Lista systemów punktacji Formuły 1                                    | |

### Podsumowanie
| Sezon | Seria                         | Zespół                  | Starty | P1 | PP | NO | Podia | Punkty | Pozycja |
| ----- | ----------------------------- | ----------------------- | ------ | -- | -- | -- | ----- | ------ | ------- |
| 2015  | Włoska Formuła 4              | Vincenzo Sospiri Racing | 21     | 0  | 0  | 1  | 1     | 62     | 10      |
| 2016  | Włoska Formuła 4              | Vincenzo Sospiri Racing | 21     | 1  | 0  | 0  | 1     | 42     | 18      |
| 2017  | Europejska Formuła 3          | Motopark                | 30     | 0  | 0  | 0  | 0     | 1      | 19      |
| 2017  | Grand Prix Makau              | Motopark                | 1      | 0  | 0  | 0  | 0     | n.d.   | NU      |
| 2018  | Europejska Formuła 3          | Motopark                | 30     | 0  | 0  | 0  | 0     | 31,5   | 16      |
| 2018  | Grand Prix Makau              | Motopark                | 1      | 0  | 0  | 0  | 0     | n.d.   | NU      |
| 2019  | Euroformula Open Championship | Motopark                | 16     | 9  | 6  | 5  | 11    | 309    | 1       |
| 2019  | Formuła 2                     | Campos Racing           | 6      | 0  | 0  | 0  | 0     | 0      | 21      |
| 2020  | Formuła 2                     | Trident                 | 24     | 0  | 0  | 0  | 0     | 1      | 22      |
| 2021  | Formuła 2                     | Trident                 | 23     | 0  | 0  | 0  | 0     | 1      | 21      |
| 2022  | Formuła 2                     | Virtuosi Racing         | 26     | 0  | 0  | 0  | 0     | 6*     | 22*     |

### Europejska Formuła 3
| Rok  | Zespół   | Wyniki w poszczególnych eliminacjach | Wyniki w poszczególnych eliminacjach | Wyniki w poszczególnych eliminacjach | Wyniki w poszczególnych eliminacjach | Wyniki w poszczególnych eliminacjach | Wyniki w poszczególnych eliminacjach | Wyniki w poszczególnych eliminacjach | Wyniki w poszczególnych eliminacjach | Wyniki w poszczególnych eliminacjach | Wyniki w poszczególnych eliminacjach | Wyniki w poszczególnych eliminacjach | Wyniki w poszczególnych eliminacjach | Wyniki w poszczególnych eliminacjach | Wyniki w poszczególnych eliminacjach | Wyniki w poszczególnych eliminacjach | Wyniki w poszczególnych eliminacjach | Wyniki w poszczególnych eliminacjach | Wyniki w poszczególnych eliminacjach | Wyniki w poszczególnych eliminacjach | Wyniki w poszczególnych eliminacjach | Wyniki w poszczególnych eliminacjach | Wyniki w poszczególnych eliminacjach | Wyniki w poszczególnych eliminacjach | Wyniki w poszczególnych eliminacjach | Wyniki w poszczególnych eliminacjach | Wyniki w poszczególnych eliminacjach | Wyniki w poszczególnych eliminacjach | Wyniki w poszczególnych eliminacjach | Wyniki w poszczególnych eliminacjach | Wyniki w poszczególnych eliminacjach | Punkty | Pozycja |
| ---- | -------- | ------------------------------------ | ------------------------------------ | ------------------------------------ | ------------------------------------ | ------------------------------------ | ------------------------------------ | ------------------------------------ | ------------------------------------ | ------------------------------------ | ------------------------------------ | ------------------------------------ | ------------------------------------ | ------------------------------------ | ------------------------------------ | ------------------------------------ | ------------------------------------ | ------------------------------------ | ------------------------------------ | ------------------------------------ | ------------------------------------ | ------------------------------------ | ------------------------------------ | ------------------------------------ | ------------------------------------ | ------------------------------------ | ------------------------------------ | ------------------------------------ | ------------------------------------ | ------------------------------------ | ------------------------------------ | ------ | ------- |
| 2017 | Motopark | SIL                                  | SIL                                  | SIL                                  | MNZ                                  | MNZ                                  | MNZ                                  | PAU                                  | PAU                                  | PAU                                  | HUN                                  | HUN                                  | HUN                                  | NOR                                  | NOR                                  | NOR                                  | SPA                                  | SPA                                  | SPA                                  | ZAN                                  | ZAN                                  | ZAN                                  | NÜR                                  | NÜR                                  | NÜR                                  | RBR                                  | RBR                                  | RBR                                  | HOC                                  | HOC                                  | HOC                                  | 1      | 19      |
| 2017 | Motopark | 16                                   | 12                                   | 18                                   | 13                                   | 11                                   | 12                                   | 14                                   | NU                                   | 13                                   | 16                                   | 16                                   | 15                                   | 13                                   | 16                                   | 13                                   | 15                                   | 11                                   | 14                                   | 15                                   | 18                                   | 17                                   | 16                                   | NU                                   | 12                                   | 14                                   | 16                                   | 10                                   | 18                                   | 19                                   | 16                                   | 1      | 19      |
| 2018 | Motopark | PAU                                  | PAU                                  | PAU                                  | HUN                                  | HUN                                  | HUN                                  | NOR                                  | NOR                                  | NOR                                  | ZAN                                  | ZAN                                  | ZAN                                  | SPA                                  | SPA                                  | SPA                                  | SIL                                  | SIL                                  | SIL                                  | MIS                                  | MIS                                  | MIS                                  | NÜR                                  | NÜR                                  | NÜR                                  | RBR                                  | RBR                                  | RBR                                  | HOC                                  | HOC                                  | HOC                                  | 31,5   | 16      |
| 2018 | Motopark | 9                                    | 18                                   | 10‡                                  | 15                                   | 13                                   | 16                                   | 8                                    | 7                                    | 13                                   | 19                                   | 10                                   | 4                                    | 7                                    | 15                                   | 16                                   | 12                                   | 17                                   | 14                                   | 15                                   | 12                                   | NU                                   | NU                                   | NU                                   | 18                                   | 14                                   | 13                                   | 21                                   | 19                                   | 14                                   | 16                                   | 31,5   | 16      |

### Formuła 2
| Rok  | Zespół          | Wyniki w poszczególnych eliminacjach | Wyniki w poszczególnych eliminacjach | Wyniki w poszczególnych eliminacjach | Wyniki w poszczególnych eliminacjach | Wyniki w poszczególnych eliminacjach | Wyniki w poszczególnych eliminacjach | Wyniki w poszczególnych eliminacjach | Wyniki w poszczególnych eliminacjach | Wyniki w poszczególnych eliminacjach | Wyniki w poszczególnych eliminacjach | Wyniki w poszczególnych eliminacjach | Wyniki w poszczególnych eliminacjach | Wyniki w poszczególnych eliminacjach | Wyniki w poszczególnych eliminacjach | Wyniki w poszczególnych eliminacjach | Wyniki w poszczególnych eliminacjach | Wyniki w poszczególnych eliminacjach | Wyniki w poszczególnych eliminacjach | Wyniki w poszczególnych eliminacjach | Wyniki w poszczególnych eliminacjach | Wyniki w poszczególnych eliminacjach | Wyniki w poszczególnych eliminacjach | Wyniki w poszczególnych eliminacjach | Wyniki w poszczególnych eliminacjach | Wyniki w poszczególnych eliminacjach | Wyniki w poszczególnych eliminacjach | Wyniki w poszczególnych eliminacjach | Wyniki w poszczególnych eliminacjach | Punkty | Pozycja |
| ---- | --------------- | ------------------------------------ | ------------------------------------ | ------------------------------------ | ------------------------------------ | ------------------------------------ | ------------------------------------ | ------------------------------------ | ------------------------------------ | ------------------------------------ | ------------------------------------ | ------------------------------------ | ------------------------------------ | ------------------------------------ | ------------------------------------ | ------------------------------------ | ------------------------------------ | ------------------------------------ | ------------------------------------ | ------------------------------------ | ------------------------------------ | ------------------------------------ | ------------------------------------ | ------------------------------------ | ------------------------------------ | ------------------------------------ | ------------------------------------ | ------------------------------------ | ------------------------------------ | ------ | ------- |
| 2019 | Campos Racing   | BHR                                  | BHR                                  | BAK                                  | BAK                                  | CAT                                  | CAT                                  | MON                                  | MON                                  | LEC                                  | LEC                                  | RBR                                  | RBR                                  | SIL                                  | SIL                                  | HUN                                  | HUN                                  | SPA                                  | SPA                                  | MNZ                                  | MNZ                                  | SOC                                  | SOC                                  | YAS                                  | YAS                                  |                                      |                                      |                                      |                                      | 0      | 21      |
| 2019 | Campos Racing   | –                                    | –                                    | –                                    | –                                    | –                                    | –                                    | –                                    | –                                    | –                                    | –                                    | –                                    | –                                    | –                                    | –                                    | –                                    | –                                    | OD                                   | OD                                   | 12                                   | 11                                   | 16                                   | 15                                   | 18                                   | 16                                   |                                      |                                      |                                      |                                      | 0      | 21      |
| 2020 | Trident         | RBR                                  | RBR                                  | RBR                                  | RBR                                  | HUN                                  | HUN                                  | SIL                                  | SIL                                  | SIL                                  | SIL                                  | CAT                                  | CAT                                  | SPA                                  | SPA                                  | MNZ                                  | MNZ                                  | MUG                                  | MUG                                  | SOC                                  | SOC                                  | BHR                                  | BHR                                  | BHR                                  | BHR                                  |                                      |                                      |                                      |                                      | 1      | 22      |
| 2020 | Trident         | NU                                   | 17                                   | 16                                   | NU                                   | NU                                   | 20                                   | 20                                   | 12                                   | 17                                   | 17                                   | 15                                   | 21                                   | 14                                   | NU                                   | 20                                   | 13                                   | 14                                   | 8                                    | 13                                   | 15                                   | 20                                   | 11                                   | 17                                   | 16                                   |                                      |                                      |                                      |                                      | 1      | 22      |
| 2021 | Trident         | BHR                                  | BHR                                  | BHR                                  | MON                                  | MON                                  | MON                                  | BAK                                  | BAK                                  | BAK                                  | SIL                                  | SIL                                  | SIL                                  | MNZ                                  | MNZ                                  | MNZ                                  | SOC                                  | SOC                                  | SOC                                  | JED                                  | JED                                  | JED                                  | YAS                                  | YAS                                  | YAS                                  |                                      |                                      |                                      |                                      | 1      | 21      |
| 2021 | Trident         | 15                                   | 8                                    | 14                                   | 19†                                  | NU                                   | 14                                   | 18                                   | 13                                   | 15                                   | NS                                   | 16                                   | 19                                   | NS                                   | 20                                   | NU                                   | 14                                   | OD                                   | 14                                   | NU                                   | 13                                   | 18                                   | 19                                   | 16                                   | 17                                   |                                      |                                      |                                      |                                      | 1      | 21      |
| 2022 | Virtuosi Racing | BHR                                  | BHR                                  | JED                                  | JED                                  | IMO                                  | IMO                                  | CAT                                  | CAT                                  | MON                                  | MON                                  | BAK                                  | BAK                                  | SIL                                  | SIL                                  | RBR                                  | RBR                                  | LEC                                  | LEC                                  | HUN                                  | HUN                                  | SPA                                  | SPA                                  | ZAN                                  | ZAN                                  | MNZ                                  | MNZ                                  | YAS                                  | YAS                                  | 6*     | 22*     |
| 2022 | Virtuosi Racing | 16                                   | 11                                   | 8                                    | 17                                   | 16                                   | 11                                   | 17                                   | 19                                   | 15                                   | 10                                   | 17†                                  | 8                                    | NU                                   | 15                                   | NU                                   | 16                                   | 9                                    | NU                                   | 15                                   | 15                                   | 12                                   | 15                                   | 19                                   | NU                                   | 11                                   | 11                                   |                                      |                                      | 6*     | 22*     |